# Allen (Nebraska)
Allen – wieś w Stanach Zjednoczonych, w stanie Nebraska, w hrabstwie Dixon.